# Yesh Atid
Yesh Atid (em hebraico: יֵשׁ עָתִיד, traduzido como 'Há um Futuro') é um partido político centrista-liberal de Israel. Foi fundado em 2012 pelo ex-jornalista de televisão Yair Lapid, filho do ex-político do partido Shinui e ex-ministro da Justiça de Israel Tommy Lapid. 
Competiu pela primeira vez nas eleições legislativas de 2013, tendo feito a segunda maior votação, com mais de 14%, conquistado 19 cadeiras no Knesset. Em seguida, o partido aderiu a coalizão liderada pelo partido de direita Likud. No pleito de 2015, o partido sofreu um revés eleitoral significativo e, com 11 assentos no parlamento israelense, se juntou à oposição ao novo governo.
Com vistas à eleição em abril de 2019, o partido juntou-se ao Partido da Resiliência de Israel para formar a coligação centrista Azul e Branco. No entanto, o Yesh Atid retirou-se da aliança logo após a eleição de 2020 para atuar como grupo independente no Knesset. O partido concorreu sozinho nas eleições de 2021 e conquistou 17 cadeiras, tornando-se o maior partido na coalizão de governo de Israel na época, e o líder do partido, Yair Lapid, serviu como primeiro-ministro em na segunda metade de 2022.  
Nas eleições de 2022, o Yesh Atid conquistou 24 cadeiras, mas não conseguiu formar um novo governo, e o partido voltou para a oposição.

## Posições políticas
O partido diz que procura representar os interesses do que considera ser o centro da sociedade israelita: a classe média. Foca-se essencialmente em questões cívicas, socioeconómicas e governativas, incluindo uma reforma governativa e o fim da isenção do serviço militar para judeus ultraortodoxos. O partido também defende a legalização do casamento entre pessoas do mesmo sexo e a retoma das negociações de paz com a Palestina, chegando a defender um fim à construção dos colonatos israelitas. Yesh Atid apoia a separação entre religião e Estado, especificamente através da integração dos judeus Haredi no mercado de trabalho e nas forças de defesa de Israel.

## Resultados eleitorais
| Data | CI.           | Votos         | %             | +/-           | Deputados | +/- | Status   |
| ---- | ------------- | ------------- | ------------- | ------------- | --------- | --- | -------- |
| 2013 | 2.º           | 543 458       | 14,3 / 100,0  |               | 19 / 120  |     | Governo  |
| 2015 | 4.º           | 371 602       | 8,8 / 100,0   | 5,5           | 11 / 120  | 8   | Oposição |
| 2019 | Azul e Branco | Azul e Branco | Azul e Branco | Azul e Branco | 15 / 120  | 4   |          |